# Arblade-le-Bas
Arblade-le-Bas är en kommun i departementet Gers i regionen Occitanien i sydvästra Frankrike. Kommunen ligger i kantonen Riscle som tillhör arrondissementet Mirande. År 2022 hade Arblade-le-Bas 131 invånare.

## Befolkningsutveckling
Antalet invånare i kommunen Arblade-le-Bas
Referens:INSEE